# Nizina River
Der Nizina River ist ein etwa 70 Kilometer langer rechter Nebenfluss des Chitina Rivers im Süden des US-Bundesstaats Alaska.

## Geographie

### Verlauf
Er entspringt dem Nizina-Gletscher in den Wrangell Mountains. Der Nizina River fließt anfangs 27 Kilometer nach Süden. Er wendet sich nach Westen und mündet schließlich 19 Kilometer südwestlich von McCarthy in den Chitina River.

### Nebenflüsse
Der West Fork Nizina River ist ein rechter Nebenfluss des Nizina River. Der Fluss wird vom West-Fork-Gletscher gespeist. Der West Fork Nizina River fließt fast zwölf Kilometer in südsüdöstlicher Richtung, bevor er auf den Nizina River trifft.
Nach weiteren 10 Kilometern trifft der Chitistone River linksseitig in den Fluss. 15 Kilometer oberhalb der Mündung trifft rechtsseitig der Kennicott River auf den Nizina River.

## Name
Der Flussname wurde 1922 von F. H. Moffit vom United States Geological Survey (USGS) dokumentiert.